# Box 1991–2008
Box 1991–2008 – box set szwedzkiej grupy rockowej Kent. W skład boxu wchodzi 10 płyt, na których dodatkowo znajdują się b-side’y, bonusy i dema.

## Box 1991–2008zawiera
- 10 płyt zespołu z nowymi okładkami
- 26 różnych piosenek bonusowych
- 15 nierealizowanych wcześniej utworów
- ogólnie 133 piosenki
- utwór Håll ditt huvud högt w wersji live zarejestrowanej 12 lipca 2008 w Eskilstunie
- 96-stronicową książeczkę z wywiadem z Kent przeprowadzonym przez Jana Gradvalla
- prywatne zdjęcia grupy
- historię tras koncertowych
- teksty piosenek
- szkice Joakima Berga

## Lista utworów

### Kent
1. Blåjeans 2:57
2. Som vatten 2:53
3. Ingenting någonsin 3:57
4. När det blåser på månen 4:19
5. Jag vill inte vara rädd 3:30
6. Vad två öron klarar 3:42
7. Den osynlige mannen 2:41
8. Pojken med hålet i handen 2:08
9. Ingen kommer att tro dig 3:31
10. Stenbrott 4:18
11. Frank 4:48

Utwory bonusowe:
1. Döda dagar 3:47
2. Håll i mig (Jones och giftet) 4:36
3. Ögon (Jones och giftet) 5:07
4. Klocka (Havsänglar) 4:40
5. Cirkel (Havsänglar) 3:59

### Verkligen
1. Avtryck 3:11
2. Kräm (så nära får ingen gå) 2:42
3. Gravitation 3:44
4. Istället för ljud 4:22
5. 10 Minuter (För mig själv) 3:10
6. En timme en minut 8:08
7. Indianer 3:47
8. Halka 3:03
9. Thinner 3:59
10. Vi kan väl vänta tills imorgon 6:55

Utwory bonusowe:
1. Saker man ser (demo) 3:16
2. Alpha (demo) 3:30
3. Din skugga (demo) 4:10

### Isola
1. Livräddaren 4:36
2. Om du var här 3:59
3. Saker man ser 3:54
4. Oprofessionell 4:43
5. OWC 3:08
6. Celsius 4:15
7. Bianca 4:55
8. Innan allting tar slut 3:40
9. Elvis 4:33
10. Glider 4:04
11. 747 7:47

Utwory bonusowe:
1. OWC (live, 2 Meter Sessions, Holland) 3:00
2. Celsius (live, 2 Meter Sessions, Holland) 4:04

### Hagnesta Hill
1. Kungen är död 4:17
2. Revolt III 3:10
3. Musik non stop 4:34
4. Kevlarsjäl 4:26
5. Ett tidsfördriv att dö för 4:36
6. Stoppa mig juni (Lilla ego) 06:22
7. En himmelsk drog 4:04
8. Stanna hos mig 3:57
9. Cowboys 5:49
10. Beskyddaren 4:46
11. Berg&Dalvana 4:47
12. Insekter 4:08
13. Visslaren 7:47

Utwory bonusowe:
1. Inhale/Exhale (demo) 4:04

### B-sidor 95-00/CD1
1. Chans 5:21
2. Spökstad 4:41
3. Längtan skala 3:1 6:51
4. Om gyllene år 2:39
5. Noll 4:28
6. Önskar att någon... 3:56
7. Bas riff 3:39
8. Din skugga 4:04
9. Elever 4:45
10. Längesen vi sågs 4:29
11. December 3:46
12. Utan dina andetag4:23
13. På nära håll 3:19

### B-sidor 95-00/CD2
1. Livrädd med stil 3:03
2. Verkligen 5:30
3. Gummiband 4:46
4. Att presentera ett svin 4:26
5. En helt ny karriär 4:08
6. Rödljus 3:40
7. Pojken med hålet i handen (Hotbilds version) 4:11
8. Kallt kaffe 3:26
9. Den osynlige mannen (Kazoo version) 2:38
10. Slutsats 2:48
11. Rödljus II 4:34
12. En helt ny karriär II 5:27

### Vapen & ammunition
1. Sundance Kid 5:09
2. Pärlor 3:55
3. Dom andra 3:46
4. Duett 4:42
5. Hur jag fick dig att älska mig 5:21
6. Kärleken väntar 3:59
7. Socker 5:35
8. FF 4:13
9. Elite 6:05
10. Sverige 2:58

Utwory bonusowe:
1. Vintervila 4:14
2. Lämnar 4:53
3. VinterNoll2 4:25
4. Socker (demo) 4:36
5. Love Undone (demo) 3:58

### Du & jag döden
1. 400 slag 4:57
2. Du är ånga 3:51
3. Den döda vinkeln 4:19
4. Du var min armé 3:30
5. Palace & Main 4:05
6. Järnspöken 3:48
7. Klåparen 5:25
8. Max 500 3:35
9. Romeo återvänder ensam 4:03
10. Rosor & Palmblad 4:05
11. Mannen i den vita hatten (16 år senare) 6:37

Utwory bonusowe:
1. M 4:23
2. Välgärningar och illdåd 3:40
3. Nihilisten 4:14
4. Alla mot alla 4:00

### The hjärta & smärta EP
1. Vi mot världen 4:10
2. Dom som försvann 4:54
3. Ansgar & Evelyne 4:16
4. Flen/Paris 3:44
5. Månadens erbjudande 4:10

Utwory bonusowe:
1. Nålens öga 6:14

### Tillbaka till samtiden
1. Elefanter 5:21
2. Berlin 4:36
3. Ingenting 4:17
4. Vid din sida 4:55
5. Columbus 4:26
6. Sömnen 4:08
7. Vy Från Ett Luftslott 4:23
8. Våga vara rädd 3:59
9. LSD, någon? 4:20
10. Generation Ex 4:30
11. Ensammast i Sverige 8:20

Utwory bonusowe:
1. Min värld 4:06
2. Tick Tack 4:01
3. Det kanske kommer en förändring 5:24
4. Ingenting (demo) 3:47
5. Håll ditt huvud högt (live, Eskilstuna, summer '08) 5:11

## Twórcy

### Kent
- Joakim Berg – śpiew, gitara
- Martin Sköld – bas, keyboard
- Sami Sirviö – gitara prowadząca, keyboard
- Markus Mustonen – perkusja, grand piano, keyboard, chórek

- Harri Mänty – gitara rytmiczna, perkusja (na Verkligen, Isola, Hagnesta Hill, B-sidor 95-00, Vapen & ammunition, Du & jag döden i The hjärta & smärta EP)
- Martin Roos – gitara rytmiczna (na Kent oraz B-sidor 95-00)
- Thomas Bergqvist – keyboard (Håll i mig and Ögon)
- Max Brandt – gitara rytmiczna (koncerty) (Håll ditt huvud högt)
- Andreas Bovin – keyboard (koncerty) (Håll ditt huvud högt)

### Gościnnie
- Camela Leierth – śpiew poboczny (Generation Ex oraz Vy från ett Luftslott)
- Lisa Miskovsky – śpiew poboczny (Välgärningar & Illdåd)
- Martin Von Schmalensee – gitara (Sundance Kid), gitara akustyczna (Elite)
- Titiyo – śpiew (Duett)
- Nancy Danino – śpiew (FF)
- Jojje Wadenius – gitara akustyczna (Sverige)
- Henrik Rongedal, Ingela Olson, Jessica Pilnäs, Niklas Gabrielsson – chór (Elite)
- Thobias Gabrielsson – przygotowania chóru (Elite)
- Bill Öhrström – harmonijka (Kevlarsjäl)
- Jörgen Wall – perkusja (Stanna hos mig)
- Håkan Nyqvist – waltornia (Hagnesta Hill)
- Peter Asplund – flugelhorn, trąbka (Hagnesta Hill)
- Sven Berggren – puzon (Hagnesta Hill)
- Tony Bauer – altówka (Hagnesta Hill)
- Jannika Gustafsson – skrzypce (Hagnesta Hill)
- Saara Nisonen-Öman – skrzypce (Hagnesta Hill)
- Kati Raitinen – wiolonczela (Hagnesta Hill)
- Joakim Midler – string and brass – przygotowanie, przewodnictwo (Verkligen, Isola i Hagnesta Hill)
- Klara Hellgren – pierwsze skrzypce (Isola)
- David Björkman – drugie skrzypce (Isola)
- Ulrika Gardelin – altówka (Isola)
- Henrik Söderquist – wiolonczela (Isola)
- Nille Perned – dodatkowa gitara, keyboard
- Zmago Smon – bas (Halka)
- Pöpen – „dubkrash” (Verkligen) oraz liczenie 10-0 (När det blåser på månen)
- David Bergström – pierwsze skrzypce (Verkligen)
- Karin Eriksson – drugie skrzypce (Verkligen)
- Henrik Edström – altówka (Verkligen)
- Lars-Erik Persson – wiolonczela (Verkligen)
- Niclas Rydh – bas puzon (Verkligen)
- Lars-Göran Carlsson – puzon (Verkligen)
- Mikael Appelgren – puzon (Verkligen)
- Nille Perned’s dad – dodatkowe gitary (Kent)